# ¡Alegría!
¡Alegría! fue una revista ilustrada publicada en Madrid entre 1907 y 1908.

## Descripción
Su primer número apareció el 13 de marzo de 1907. De periodicidad semanal, fue dirigida por Luis de Tapia. Con una posición opuesta al modernismo literario, presentaba un contenido variado, que incluía actualidades, parodias o humor.
Además del propio Luis de Tapia, en ella colaboraron autores como Eduardo Gómez de Baquero «Andrenio», Félix Limendoux o Juan Pérez Zúñiga. Contó con ilustraciones de artistas como Francisco Sancha, Inocencio Medina Vera, Pedro Antonio Villahermosa «Sileno», Juan Gris, Ernesto Pérez Donaz o José Robledano, entre otros.
Su último número apareció el 6 de mayo de 1908.